# Alive! Tour
Alive! Tour bylo koncertní turné americké hardrockové skupiny Kiss na podporu koncertního alba Alive!. Proběhlo v letech 1975–1976. V době evropské části turné Kiss vydali již další album, Destroyer, skupina však vystupovala ve stejných „Alive!“ kostýmech, i pódiová show zůstala stejná. V té době bylo turné nazýváno „Kiss Tour“, nikoliv „Alive! Tour“ či „Destroyer Tour“.

## Seznam skladeb
- "Deuce"
- "Strutter"
- "Flaming Youth"
- "Got to Choose"
- "C´mon and Love Me"
- "Hotter than Hell"
- "Firehouse"
- "She" (Ace Frehley kytarové sólo)
- "Parasite"
- "Ladies in Waiting"
- "Nothin' to Lose"
- "Watchin' You"
- "God of Thunder"
- "Shout It Out Loud"
- Gene Simmons basové sólo
- "100,000 Years" (Peter Criss sólo na bicí)

Přídavky:
- "Black Diamond"
- "Detroit Rock City"
- "Rock Bottom"
- "Cold Gin"
- "Rock and Roll All Nite"
- "Let Me Go,Rock and Roll"

## Turné v datech
| Datum                    | Město                    | Stát                     | Místo                                                       |
| Severní Amerika (1.část) | Severní Amerika (1.část) | Severní Amerika (1.část) | Severní Amerika (1.část)                                    |
| ------------------------ | ------------------------ | ------------------------ | ----------------------------------------------------------- |
| 10. září 1975            | Chattanooga              | Spojené státy            | Chattanooga Memorial Auditorium                             |
| 11. září 1975            | Knoxville                | Spojené státy            | Knoxville Civic Coliseum                                    |
| 12. září 1975            | Greensboro               | Spojené státy            | Greensboro Coliseum                                         |
| 13. září 1975            | Norfolk                  | Spojené státy            | Norfolk Scope                                               |
| 14. září 1975            | Wilkes-Barre             | Spojené státy            | King's College Gym                                          |
| 21. září 1975            | Mount Vernon             | Spojené státy            | Mount Vernon Memorial Field (The Summer's End Festival '75) |
| 2. říjen 1975            | Syracuse                 | Spojené státy            | Onondaga County War Memorial Auditorium                     |
| 3. říjen 1975            | Upper Darby              | Spojené státy            | Tower Theater                                               |
| 4. říjen 1975            | Passaic                  | Spojené státy            | Capitol Theatre (2 shows)                                   |
| 5. říjen 1975            | Henrietta                | Spojené státy            | The Dome Center                                             |
| 6. říjen 1975            | Allentown                | Spojené státy            | Allentown Memorial Hall                                     |
| 7. říjen 1975            | Kalamazoo                | Spojené státy            | Read Field House                                            |
| 9. říjen 1975            | Cadillac                 | Spojené státy            | Cadillac High School                                        |
| 11. říjen 1975           | Columbus                 | Spojené státy            | Veterans Memorial Auditorium                                |
| 12. říjen 1975           | Columbus                 | Spojené státy            | Veterans Memorial Auditorium                                |
| 19. říjen 1975           | Orlando                  | Spojené státy            | Orlando Sports Stadium                                      |
| 20. říjen 1975           | St. Petersburg           | Spojené státy            | Bayfront Center                                             |
| 21. říjen 1975           | Mobile                   | Spojené státy            | Mobile Municipal Auditorium                                 |
| 22. říjen 1975           | Birmingham               | Spojené státy            | Boutwell Memorial Auditorium                                |
| 26. říjen 1975           | Montgomery               | Spojené státy            | Garrett Coliseum                                            |
| 30. říjen 1975           | Nashville                | Spojené státy            | Nashville Municipal Auditorium                              |
| 1. listopad 1975         | St. Louis                | Spojené státy            | Kiel Auditorium                                             |
| 2. listopad 1975         | La Crosse                | Spojené státy            | Mary E. Sawyer Auditorium                                   |
| 6. listopad 1975         | San Antonio              | Spojené státy            | San Antonio Municipal Auditorium                            |
| 7. listopad 1975         | Beaumont                 | Spojené státy            | McDonald Gym                                                |
| 8. listopad 1975         | Arlington                | Spojené státy            | Texas Hall                                                  |
| 9. listopad 1975         | Houston                  | Spojené státy            | Sam Houston Coliseum                                        |
| 12. listopad 1975        | Toledo                   | Spojené státy            | Toledo Sports Arena                                         |
| 15. listopad 1975        | Rockford                 | Spojené státy            | Illinois National Guard Armory                              |
| 16. listopad 1975        | Flint                    | Spojené státy            | IMA Auditorium                                              |
| 17. listopad 1975        | Flint                    | Spojené státy            | IMA Auditorium                                              |
| 18. listopad 1975        | Port Huron               | Spojené státy            | McMorran Arena                                              |
| 19. listopad 1975        | Traverse City            | Spojené státy            | Glacier Dome                                                |
| 21. listopad 1975        | Terre Haute              | Spojené státy            | Hulman Center                                               |
| 22. listopad 1975        | Chicago                  | Spojené státy            | International Amphitheatre                                  |
| 23. listopad 1975        | Evansville               | Spojené státy            | Roberts Municipal Stadium                                   |
| 26. listopad 1975        | Huntington               | Spojené státy            | Veterans Memorial Fieldhouse                                |
| 27. listopad 1975        | Fayetteville             | Spojené státy            | Cumberland County Memorial Arena                            |
| 28. listopad 1975        | Ashville                 | Spojené státy            | Asheville Civic Center                                      |
| 29. listopad 1975        | Charlotte                | Spojené státy            | Charlotte Park Center                                       |
| 30. listopad 1975        | Landover                 | Spojené státy            | Capital Centre                                              |
| 2. prosinec 1975         | Columbus                 | Spojené státy            | Columbus Municipal Auditorium                               |
| 3. prosinec 1975         | Dothan                   | Spojené státy            | Dothan Farm Arena                                           |
| 5. prosinec 1975         | Atlanta                  | Spojené státy            | Omni Coliseum                                               |
| 6. prosinec 1975         | Jacksonville             | Spojené státy            | Jacksonville Coliseum                                       |
| 12. prosinec 1975        | Syracuse                 | Spojené státy            | Onondaga County War Memorial Auditorium                     |
| 14. prosinec 1975        | Boston                   | Spojené státy            | Orpheum Theatre                                             |
| 18. prosinec 1975        | Waterbury                | Spojené státy            | Palace Theater                                              |
| 19. prosinec 1975        | Binghamton               | Spojené státy            | Broome County Veterans Memorial Arena                       |
| 20. prosinec 1975        | Pittsburgh               | Spojené státy            | Pittsburgh Civic Arena                                      |
| 21. prosinec 1975        | Richmond                 | Spojené státy            | Richmond Coliseum                                           |
| 26. prosinec 1975        | Fort Wayne               | Spojené státy            | Allen County War Memorial Coliseum                          |
| 27. prosinec 1975        | Louisville               | Spojené státy            | Louisville Gardens                                          |
| 28. prosinec 1975        | South Bend               | Spojené státy            | Morris Civic Auditorium                                     |
| 29. prosinec 1975        | Providence               | Spojené státy            | Providence Civic Center                                     |
| 31. prosinec 1975        | Hempstead                | Spojené státy            | Nassau Coliseum                                             |
| 1. leden 1976            | Baltimore                | Spojené státy            | Baltimore Civic Center                                      |
| Severní Amerika (2.část) |                          |                          |                                                             |
| 23. leden 1976           | Erie                     | Spojené státy            | Erie County Field House                                     |
| 25. leden 1976           | Detroit                  | Spojené státy            | Cobo Arena                                                  |
| 26. leden 1976           | Detroit                  | Spojené státy            | Cobo Arena                                                  |
| 27. leden 1976           | Detroit                  | Spojené státy            | Cobo Arena                                                  |
| 30. leden 1976           | Mount Pleasant           | Spojené státy            | Rose Arena                                                  |
| 31. leden 1976           | Trotwood                 | Spojené státy            | Hara Arena                                                  |
| 1. únor 1976             | Richfield                | Spojené státy            | Richfield Coliseum                                          |
| 4. únor 1976             | Milwaukee                | Spojené státy            | Milwaukee Auditorium                                        |
| 5. únor 1976             | Madison                  | Spojené státy            | Dane County Coliseum                                        |
| 6. únor 1976             | Saint Paul               | Spojené státy            | St. Paul Civic Center                                       |
| 7. únor 1976             | Saint Paul               | Spojené státy            | St. Paul Civic Center                                       |
| 9. únor 1976             | Salt Lake City           | Spojené státy            | Terrace Ballroom                                            |
| 11. únor 1976            | Portland                 | Spojené státy            | Veterans Memorial Coliseum                                  |
| 12. únor 1976            | Spokane                  | Spojené státy            | Spokane Coliseum                                            |
| 13. únor 1976            | Seattle                  | Spojené státy            | Paramount Theatre                                           |
| 14. únor 1976            | Seattle                  | Spojené státy            | Paramount Theatre                                           |
| 16. únor 1976            | Missoula                 | Spojené státy            | Adams Fieldhouse                                            |
| 18. únor 1976            | Eugene                   | Spojené státy            | Eugene Exposition Hall                                      |
| 20. únor 1976            | San Jose                 | Spojené státy            | San Jose Civic Auditorium                                   |
| 21. únor 1976            | San Francisco            | Spojené státy            | The Winterland                                              |
| 23. únor 1976            | Inglewood                | Spojené státy            | The Forum                                                   |
| 24. únor 1976            | Inglewood                | Spojené státy            | The Forum                                                   |
| 25. únor 1976            | Fresno                   | Spojené státy            | Selland Arena                                               |
| 26. únor 1976            | San Bernardino           | Spojené státy            | Swing Auditorium                                            |
| 27. únor 1976            | San Diego                | Spojené státy            | San Diego Sports Arena                                      |
| 29. únor 1976            | Honolulu                 | Spojené státy            | Honolulu International Center Arena                         |
| 4. březen 1976           | Oklahoma City            | Spojené státy            | Civic Center Music Hall                                     |
| 6. březen 1976           | Lincoln                  | Spojené státy            | Pershing Memorial Auditorium                                |
| 8. březen 1976           | Tulsa                    | Spojené státy            | Tulsa Assembly Center                                       |
| 11. březen 1976          | Huntsville               | Spojené státy            | Von Braun Civic Center                                      |
| 12. březen 1976          | New Orleans              | Spojené státy            | The Warehouse                                               |
| 13. březen 1976          | Mobile                   | Spojené státy            | Mobile Expo Hall                                            |
| 14. březen 1976          | Memphis                  | Spojené státy            | Ellis Auditorium                                            |
| 17. březen 1976          | Columbia                 | Spojené státy            | Township Auditorium                                         |
| 18. březen 1976          | Greenville               | Spojené státy            | Greenville Memorial Auditorium                              |
| 19. březen 1976          | Macon                    | Spojené státy            | Macon Coliseum                                              |
| 20. březen 1976          | Lakeland                 | Spojené státy            | Lakeland Civic Center                                       |
| 21. březen 1976          | Miami                    | Spojené státy            | Miami Jai-Alai Fronton Arena                                |
| 24. březen 1976          | Philadelphia             | Spojené státy            | Philadelphia Civic Center                                   |
| 25. březen 1976          | Johnstown                | Spojené státy            | Cambria County War Memorial Arena                           |
| 26. březen 1976          | Harrisburg               | Spojené státy            | State Farm Arena                                            |
| 28. březen 1976          | Springfield              | Spojené státy            | Springfield Civic Center                                    |
| 11. duben 1976           | Fort Wayne               | Spojené státy            | Allen County War Memorial Coliseum                          |
| 13. duben 1976           | Utica                    | Spojené státy            | Utica Memorial Auditorium                                   |
| 14. duben 1976           | Niagara Falls            | Spojené státy            | Niagara Falls Convention Center                             |
| 16. duben 1976           | Bangor                   | Spojené státy            | Bangor Auditorium                                           |
| 18. duben 1976           | Moncton                  | Kanada                   | Moncton Coliseum                                            |
| 19. duben 1976           | Halifax                  | Kanada                   | Halifax Forum                                               |
| 21. duben 1976           | Montreal                 | Kanada                   | Montreal Forum                                              |
| 22. duben 1976           | Ottawa                   | Kanada                   | Ottawa Civic Centre                                         |
| 23. duben 1976           | Kitchener                | Kanada                   | Dom Cardillo Arena                                          |
| 24. duben 1976           | London                   | Kanada                   | London Gardens                                              |
| 26. duben 1976           | Toronto                  | Kanada                   | Maple Leaf Gardens                                          |
| 28. duben 1976           | Winnipeg                 | Kanada                   | Winnipeg Arena                                              |
| M&M Contest Koncert      |                          |                          |                                                             |
| 4. květen 1976           | Mount Prospect           | Spojené státy            | River Trails Middle School                                  |
| Evropa                   |                          |                          |                                                             |
| 13. květen 1976          | Manchester               | Anglie                   | Free Trade Hall                                             |
| 14. květen 1976          | Birmingham               | Anglie                   | Birmingham Odeon                                            |
| 15. květen 1976          | Londýn                   | Anglie                   | Hammersmith Odeon                                           |
| 16. květen 1976          | Londýn                   | Anglie                   | Hammersmith Odeon                                           |
| 18. květen 1976          | Mannheim                 | Německo                  | Mannheimer Rosengarten                                      |
| 19. květen 1976          | Düsseldorf               | Německo                  | Philips Hall                                                |
| 22. květen 1976          | Paříž                    | Francie                  | Olympia Theatre                                             |
| 23. květen 1976          | Amsterdam                | Holandsko                | RAI Arena                                                   |
| 24. květen 1976          | Offenbach                | Německo                  | Stadthalle Offenbach                                        |
| 26. květen 1976          | Göteborg                 | Švédsko                  | Scandinavium                                                |
| 28. květen 1976          | Stockholm                | Švédsko                  | Gröna Lund                                                  |
| 29. květen 1976          | Copenhagen               | Dánsko                   | Falkoner Center                                             |
| 30. květen 1976          | Lund                     | Švédsko                  | Olympen                                                     |
| 2. červen 1976           | Curych                   | Švýcarsko                | Volkshaus                                                   |
| 3. červen 1976           | Mnichov                  | Německo                  | Circus Krone Building                                       |
| 4. červen 1976           | Fürth                    | Německo                  | MTV Grundig Hall                                            |
| 5. červen 1976           | Hamburk                  | Německo                  | Musikhalle                                                  |
| 6. červen 1976           | Harelbeke                | Belgie                   | Harelbeke Assembly Center                                   |